# Bolostromus panamanus
Espèce
Synonymes
- Ancylotrypa panamana Petrunkevitch, 1925

Bolostromus panamanus est une espèce d'araignées mygalomorphes de la famille des Cyrtaucheniidae.

## Distribution
Cette espèce se rencontre au Panama et au Costa Rica.

## Description
La femelle holotype mesure 15 mm.
La femelle décrite par Calatayud-Mascarell, Alonso-Alonso et Korba en 2021 mesure 10,85 mm.
Le mâle décrit par Dupérré en 2023 mesure 4,04 mm et la femelle 4,57 mm.

## Systématique et taxinomie
Cette espèce a été décrite sous le protonyme Ancylotrypa panamana par Petrunkevitch en 1925. Elle est placée dans le genre Bolostromus par Raven en 1985.

## Étymologie
Son nom d'espèce lui a été donné en référence au lieu de sa découverte, le Panama.

## Publication originale
- Petrunkevitch, 1925 : « Arachnida from Panama. » Transactions of the Connecticut Academy of Arts and Sciences, vol. 27, no 2, p. 51-248.